# Ospedale Grande di San Leonardo
L'ex ospedale Grande di San Leonardo è uno storico edificio di Mantova, ubicato in piazza Virgiliana.

## Storia
Venne edificato a partire dal 1450, forse su disegno dell'architetto fiorentino Luca Fancelli, per desiderio del marchese di Mantova di Ludovico III Gonzaga, che intese farsi garante dell'assistenza pubblica. Verso il 1472 l'edificio assunse la forma attuale, grazie ai fondi messi a disposizione dai Gonzaga stessi. 
Con la scomparsa del ducato di Mantova nel 1708, l'ospedale subì un continuo degrado e sotto la dominazione austriaca, a fine del XVIII secolo, venne trasformato in casa di pena. Fu trasformato successivamente in caserma, subendo nel tempo notevoli modificazioni.
Dell'edificio originario rimangono i cortili con i tre chiostri di tipo fiorentino, con colonne e logge e la cappella, decorata con alcuni stucchi.